# Misterhult
Misterhult este o arie protejată (arie specială de conservare — SAC, sit de importanță comunitară — SCI, arie de protecție specială avifaunistică — SPA) din Suedia întinsă pe o suprafață de 8.494,9 ha, integral pe uscat.

## Localizare
Centrul sitului Misterhult este situat la coordonatele 57°31′44″N 16°43′57″E / 57.5289°N 16.7324°E.

## Înființare
Situl Misterhult a fost declarat sit de importanță comunitară în decembrie 1995 pentru a proteja 5 specii de animale. Alte tipuri de protecție:
- arie de protecție specială avifaunistică (în decembrie 1996)[2]
- arie specială de conservare (în martie 2011)[1][3][4]

## Biodiversitate
Situată în ecoregiunile boreală și marină baltică, aria protejată conține 13 habitate naturale: Mlaștini turboase de tranziție și turbării mișcătoare, Golfuri mici largi și golfuri puțin adânci, Fânețe de joasă altitudine (Alopecurus pratensis, Sanguisorba officinalis), Taiga vestică, Recifuri, Păduri acidofile de stejar bătrân cu Quercus robur pe câmpii nisipoase, Roci stâncoase cu vegetație pionieră de Sedo-Scleranthion sau Sedo albi-Veronicion dillenii, Pajiști din zone de pădure fino-scandinave, Lagune de coastă, Păduri de stejar sau de stejar și carpen sub-atlantice și medio-europene de Carpinion betuli, Pășuni din zone de pădure fino-scandinave, Insulițe și insule mici din Baltica boreală, Mlaștini împădurite.
La baza desemnării sitului se află mai multe specii protejate de  păsări (5): ciocănitoare neagră (Dryocopus martius), vultur pescar (Pandion haliaetus), pescăriță mare (Sterna caspia), chiră de baltă (Sterna hirundo), Sterna paradisaea.